# Бюльман, Йозеф
Йозеф Бюльман (нем. Josef Bühlmann; 28 апреля 1844, Гроссванген — 29 октября 1921, Мюнхен) — немецкий архитектор и историк архитектуры.
Профессор Мюнхенской высшей школы техники. Автор учебника по строительным конструкциям (нем. Die Bauformenlehre; 1896). Известен, в частности, реконструкцией древнеримского Храма Венеры и Ромы в книге «Архитектура классической древности и Возрождения» (нем. Die Architektur des Klassischen Altertums und der Renaissance; 1913, английский перевод 1916).